# 博士（理学）

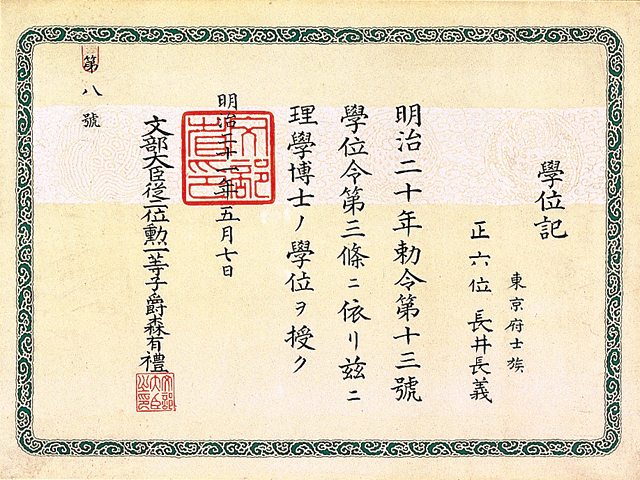
日本初の理学博士の一人である長井長義の学位記

博士（理学）（はくし〈りがく〉）は、博士の学位である。理学に関する専攻分野を修めることによって、日本で授与される学位である。1991年（平成3年）6月30日以前の理学博士（りがくはくし）の学位に相当する。 

## 概要
博士（理学）の学位は、数学、物理学、化学、生物学、地学など理学に関する専攻分野を修めることによって、日本で授与される学位である。

## 沿革
1991年（平成3年）6月30日以前の日本では、理学博士の学位が授与されていた。理学博士の学位は、現在の博士（理学）の学位とほぼ同じものである。
理学博士は1887年（明治20年）制定の学位令において、文部大臣より授与される5種類の博士のうちの1つとして定められた。1888年（明治21年）5月7日、矢田部良吉、伊藤圭介、菊池大麓、山川健次郎、長井長義の5名に対して、理学博士の学位が初めて授与された。当時の学位記については、長井のものが徳島大学により保存されているが、他は戦禍等により失われ現存しないとみられている。

## 他国の学位
英語においては、各国による学位制度に違いがあるものの、Doctor of Philosophy (Ph.D.) の一部と Doctor of Science が理学博士に相当する。